# Leontin Duță
Leontin Duță (ca. 1961) is een Roemeens politicus namens de Nationaal-Liberale Partij.
Duță werd op 6 juni 2004 gekozen  tot burgemeester van de gemeente Biled, District Timiș. Hij kreeg 787 van de 1719 stemmen. In 2012 werd hij herkozen. Duță kwam meermaals in opspraak wegens fraude met EU-gelden. In 2012 werd hij nog vrijgesproken maar in oktober 2013 werd hij tot een half jaar celstraf veroordeeld en uit zijn ambt gezet. Pas in 2015 werd het vonnis definitief en kwam zijn reeds waargenomen ambt definitief vacant.